# Абкот
Абкот (англ. Abcott) — деревня в графстве Шропшире, Англия.

## География
Абкот располагается в пойме реки Клун, на левом её берегу. Напротив находится село Кланганфорд, в которой располагается приход. Трасса B4367 пересекает р. Клун (по Кланганфордскому мосту) и Абкот, на пути между Кланганфордом и Бакнеллом. В Абкоте B4367 пересекается с просёлочной дорогой, ведущей на деревню Твитчен.

## История
Абкот являлся средневековым городком, несмотря на его удалённость от приходов основных сёл и приходских церкви Святого Кутберта, поскольку Абкот находится на другой стороне реки Клун.

## Достопримечательности
В Абкоте на трассе B4367 расположены знаменитые чайные комнаты Rocke Cottage (ранее чайные комнаты Bird on the Rock, и исторический паб Rocke Arms). Поместье Абкот отмечено в британском списке зданий двумя звёздами.

## Транспорт
Автобус № 740 выезжает в Абкот 3 раза в день и следует до городов Ладлоу и Найтон, не считая чайных комнат. Недалеко находится Хоптон-Хит, в котором есть железнодорожная станция, расположенная на линии «Сердце Уэльса», которая проходит по деревне Абкот.